# Raymond S. Persi
Raymond S. Persi (* 17. února 1975 Los Angeles) je americký animátor, režisér, scenárista, producent, kreslíř storyboardů a hlasový herec. Režíroval epizody seriálu Simpsonovi, za jejichž tvorbu získal cenu Emmy. Persi dále pracoval jako režisér sekvencí Simpsonových ve filmu (2007).
Mimo práci pro Simpsonovy se Persi podílel na režii videoklipu „Ghost of Stephen Foster“ skupiny Squirrel Nut Zippers z alba Perennial Favorites (Mammoth Records). Videoklip získal v roce 1999 na festivalu animace ve Vancouveru cenu za nejlepší animovaný videoklip a byl nominován na cenu Annie za nejlepší krátký animovaný film.
V roce 2010 Persi přešel z Fox Animation Studios do Walt Disney Animation Studios, kde intenzivně pracoval na filmu Raubíř Ralf (2012) nominovaném na Oscara. Kromě toho, že působil jako tvůrce storyboardů, měl ve filmu významnou hereckou roli Gena, vůdce skupiny Nicelanders, které si Raubíře Ralfa znepřátelí.
Raymond Persi se stal oporou společnosti Disney a poskytl další hlasy a práci na příběhu pro film Ledové království (2013), stejně jako hlas lenochoda Flashe a důstojníka Higginse ve filmu Zootropolis: Město zvířat (2016).
Persi je z matčiny strany částečně thajského původu a jeho druhé jméno Saharath je použito v titulcích dílu Simpsonových Láska po springfieldsku.

## Filmografie
- Raubíř Ralf (2012) – Gene a zombie
- Mickeyho velká jízda (2013) – Petův automobilový klakson
- Ledové království (2013) – doplňkové hlasy
- Zootropolis: Město zvířat (2016) – strážník Higgins
- Vnitřní záležitosti (2016) – Stomach a Monk
- Raubíř Ralf a internet (2018) – Gene
- Santa's Little Helpers (2019) – hlavní elf

## Režijní filmografieSimpsonových
16. řada
- Mobilní Homer

17. řada
- Děvče, které spalo příliš málo
- Zdánlivě nekonečný příběh
- Opičí proces

18. řada
- Malá velká holka
- 24 minut

19. řada
- Láska po springfieldsku

20. řada
- Ztraceni s GPS
- Čtyři velké ženy a manikura

21. řada
- Barva žluti